# UTC−12:00

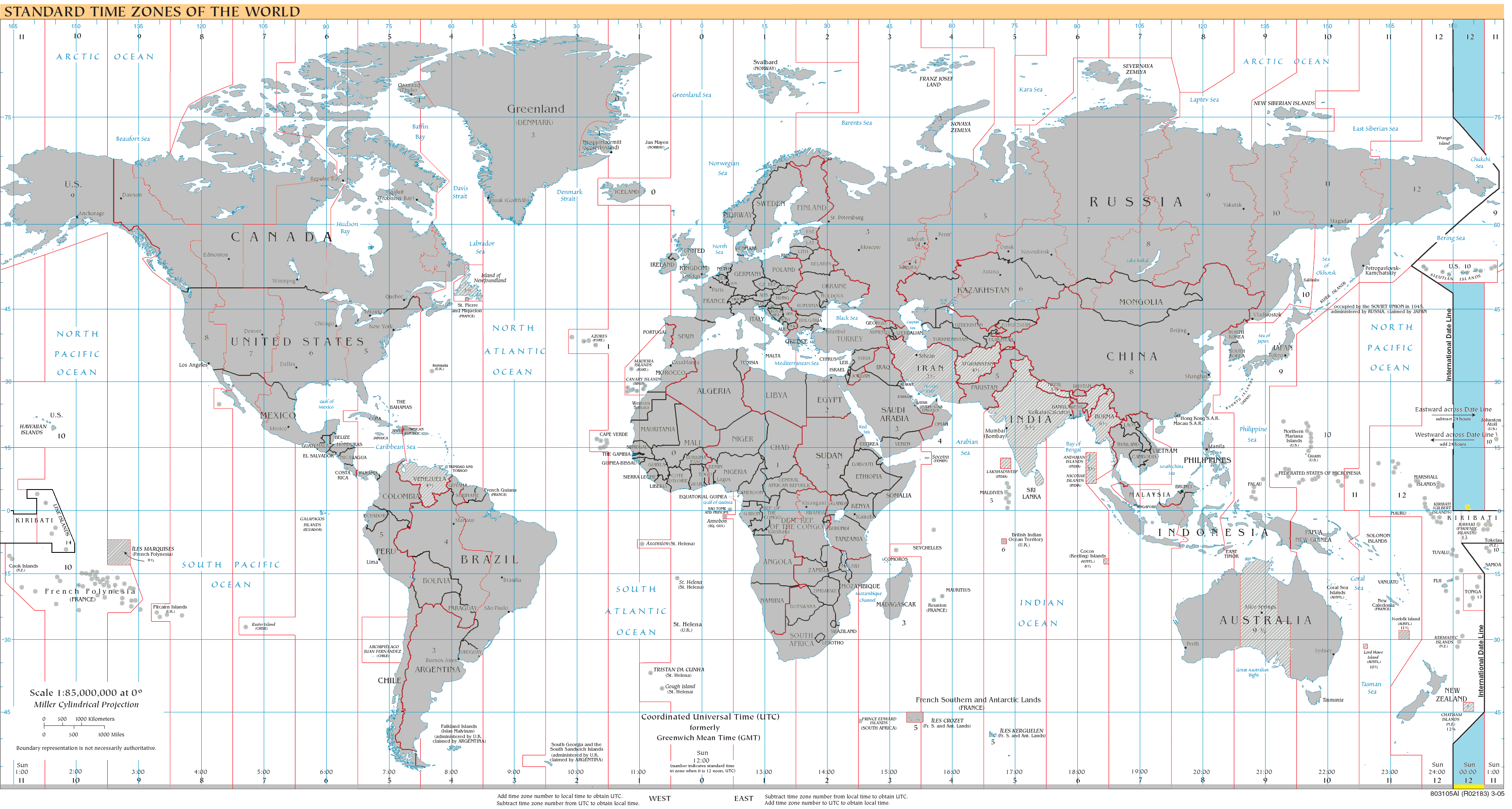
UTC-12:Blau (desembre), taronja (juny), groc (l'any sencer), blau clar (àrees marines)

UTC−12:00 és una zona horària d'UTC amb 12 hores de retard de l'UTC. El seu codi DTG és Y – Yankee. És l'últim lloc de fer el canvi d'any a la Terra, perquè és el fus horari a l'oest de la línia internacional de canvi de data.

## Zones horàries
- International Date Line West (IDLW)
- Baker Island Time (BIT)

## Franges

### Temps estàndard (l'any sencer)
La zona habitada és de 4 km². La zona horària UTC-12 és el fus horàri més petit de la terra.
- Estats Units (Ambdues illes deshabitades)
  - Illa Baker
  - Illa Howland

Aquestes dues zones no tenen horari d'estiu.

## Geografia
UTC-12 és la zona horària nàutica que comprèn l'alta mar entre 180° i 172°30' de longitud.